# Taroda
Taroda è un comune spagnolo di 87 abitanti situato nella comunità autonoma di Castiglia e León.